# جوسوي سوزا سانتوس
جوسوي سوزا سانتوس (10 يوليو 1987 في البرازيل – )؛ هو لاعب كرة قدم كان يلعب كمهاجم.

## وصلات خارجية
- جوسوي سوزا سانتوس على موقع رابطة كرة القدم اليابانية للمحترفين (اليابانية)
- جوسوي سوزا سانتوس على موقع قاعدة بيانات كرة القدم.إي يو (الإنجليزية)
- جوسوي سوزا سانتوس على موقع Soccerway.com (الإنجليزية)
- جوسوي سوزا سانتوس على موقع عالم كرة القدم.نت (الإنجليزية)